# Rhamphomyia dana
Rhamphomyia dana är en tvåvingeart som beskrevs av Walker 1849. Rhamphomyia dana ingår i släktet Rhamphomyia och familjen dansflugor.
Artens utbredningsområde är Ontario. Inga underarter finns listade i Catalogue of Life.